# SingStar Country
SingStar Country será el próximo título que se lanzará el 28 de octubre en Estados Unidos después junto a 2 versiones más para PlayStation 2: SingStar Legends y la secuela SingStar Pop Vol. 2. Se trata de la 8ª entrega que se lanza en el continente americano y el 2º título exclusivo para dicho continente. Esta edición está especialmente dedicada al género musical de los años 20, famoso por ser procedente del sur de América: el country.

## SingStar CountryLista de canciones
| SingStar Country                |                                 |
| Alan Jackson                    | "Chattahoochee"                 |
| Alan Jackson                    | "Good Time"                     |
| Big & Rich                      | "Save A Horse (Ride a Cowboy)"  |
| Blake Shelton                   | "Home"                          |
| Brad Paisley                    | "Online"                        |
| Brooks & Dunn                   | "Boot Scootin' Boogie"          |
| Brooks & Dunn ft. Reba McEntire | "If You See Him/If You See Her" |
| Bucky Covington                 | "It's Good To Be Us"            |
| Faith Hill                      | "Red Umbrella"                  |
| Gretchen Wilson                 | "Red Neck Woman"                |
| Jessica Simpson                 | "Come On Over"                  |
| Jewel                           | "Stronger Woman"                |
| Johnny Cash                     | "A Boy Named Sue"               |
| Johnny Cash                     | "I Walk the Line"               |
| Josh Turner                     | "Another Try"                   |
| Keith Urban                     | "Days Go By"                    |
| Kellie Pickler                  | "Red High Heels"                |
| Kenny Chesney                   | "Big Star"                      |
| Lady Antebellum                 | "Love Don't Live Here"          |
| Martina McBride                 | "A Broken Wing"                 |
| Miranda Lambert                 | "Kerosene"                      |
| Montgomery Gentry               | "My Town"                       |
| Montgomery Gentry               | "What Do Ya Think About That?"  |
| Rascall Flats                   | "Bless the Broken Road"         |
| Sara Evans                      | "Born to Fly"                   |
| Taylor Swift                    | "Our Song"                      |
| Terri Clark                     | "Girls Lie Too"                 |
| Trace Adkins                    | "Honky Tonk Badonkadonk"        |
| Trace Adkins                    | "You're Gonna Miss This"        |
| Willie Nelson                   | "Pancho and Lefty"              |